# Ai-Khanoum

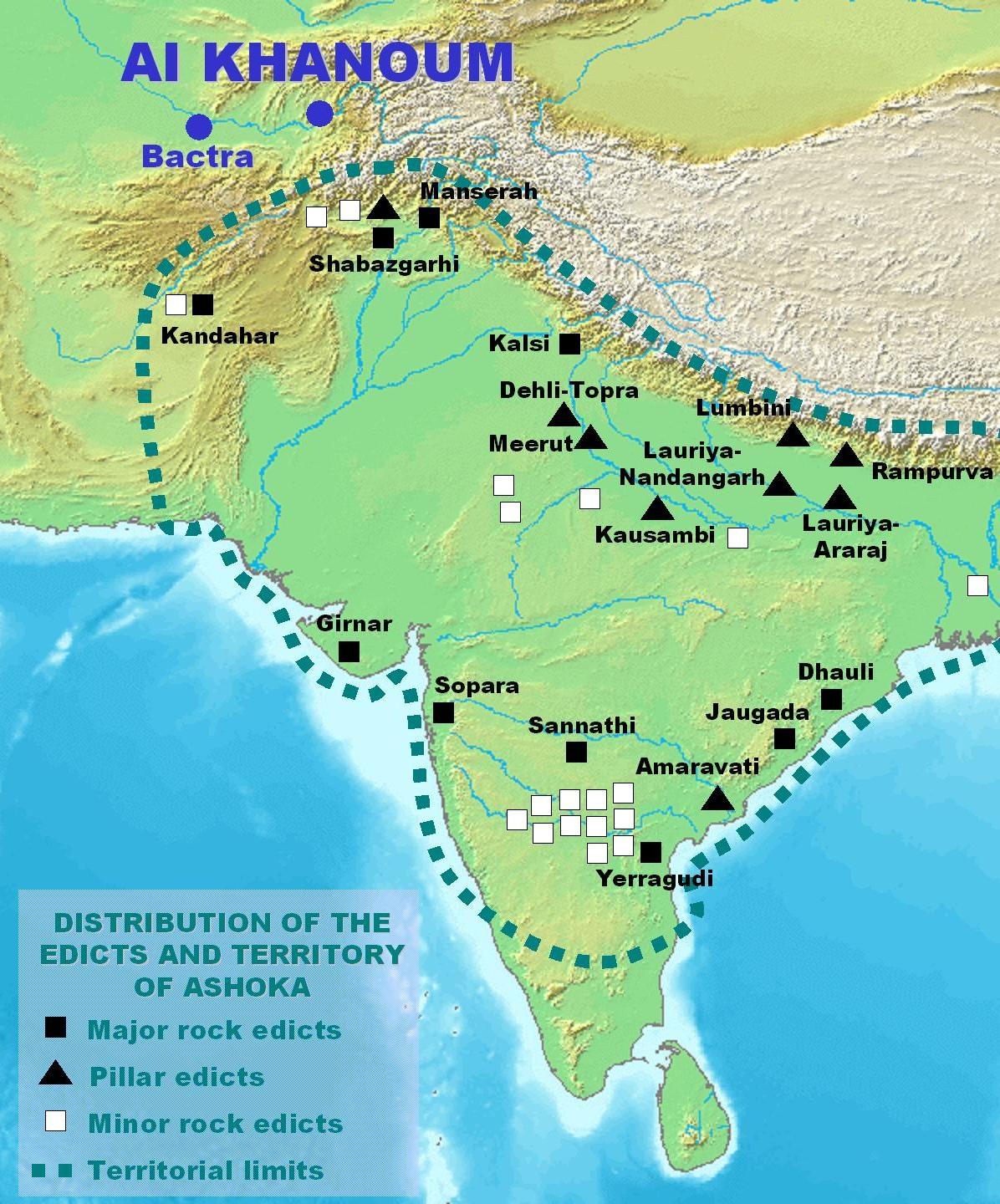
Ai-Khanoum se localizou no extremo oriente da Báctria, atual região noroeste do Afeganistão.

Ai-Khanoum ou  Ay Khanum (literalmente "Jovem Lua", em usbeque), possivelmente a cidade histórica Alexandria de Oxiana ou Alexandria no Oxo, foi supostamente fundada por Alexandre Magno nas margens do rio Oxo (Amu Dária) e do seu afluente, o rio Kokcha, que nasce na cordilheira de  Indocuche. Foi um dos focos do helenismo no oriente durante quase dois séculos até sua destruição por invasores nômades em 145 a.C, sendo também a data estimada da morte de Eucrátides I.
Atualmente está situada a noroeste do Afeganistão na província de Kondoz, próximo a fronteira do Tajiquistão. A cidade foi escavada pela organização francesa DAFA (Delegação Arqueológica Francesa no Afeganistão) e por cientistas russos entre os anos 1964 e 1978. A escavação foi dirigida por Paul Bernard, o qual teve que suspender os trabalhos devido a Guerra Civil do Afeganistão, que durante o conflito foi usado como campo de batalha, deixando apenas alguns resquícios do material original.

## História
Acredita-se que Alexandre Magno fundou a cidade enquanto marchava para o Indo. Caio Plínio Segundo disse a respeito:
| “ | E lá estão os sogdianos, nos confins do império, Alexandria, fundada por Alexandre Magno . | ” |

A cidade foi fundada em uma data anterior a época aquemênida. Para construí-la em um estilo grego, foi usado elementos arquitetônicos persas de pedra calcária. Ptolomeu a rebatizou como "Alexandria de Oxiana", e é provável que mais tarde foi conhecida como "Eucratidia" durante o reino Gregobactriano. Foi destruída parcialmente depois de 150 a.C. pelas invasões dos citas e totalmente abandonada em 125 a.C, com a invasão dos tocarianos. Os gregos, no reinado de Heliocles I, estabeleceram seu reino no vale do Cabul, abandonando Alexandria e Báctra, capital sátrapa da pérsia Báctriana

## Posição estratégica
A cidade foi fundada no lugar por diversos fatores. A região, irrigada pelo Oxo, tinha um grande potencial agrícola. Os recursos minerais eram abundantes na zona Hindu do rio Kokcha, especialmente a província de Badakhshan, com numerosas quantidade de rubis e ouro. E por último, sua localização era um entreposto dos territórios bactrianos e dos nômades do norte, permitindo o controle das rotas comerciais chinesas

## Uma cidade grega na Báctria
Uma grande quantidade de artefatos e de estruturas tem sido achados, indicando uma cultura helenística avançada, com influencias orientais. " Tem todas as características de uma cidade helenística, com teatros gregos, ginásios e alguma casas gregas com colunas " (Boardman). Em geral Ai-Khanoum foi uma importante cidade grega, com uma extensão aproximada de 1,5 km², mesclando características urbanas do Império Selêucida e do Reino Gregobactriano.
A cidade foi destruída no reinado de Eucrátides I e jamais foi reconstruída. 

### Arquitetura
Os arqueólogos desenterram várias estruturas, sendo algumas delas perfeitamente helenísticas, enquanto outros incorporaram elementos da arquitetura persa.

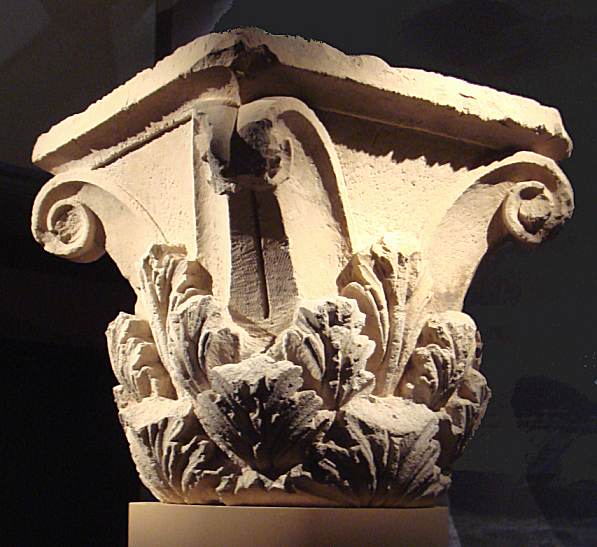
Ordem Coríntia encontrada na cidade de Ai-Khanoum

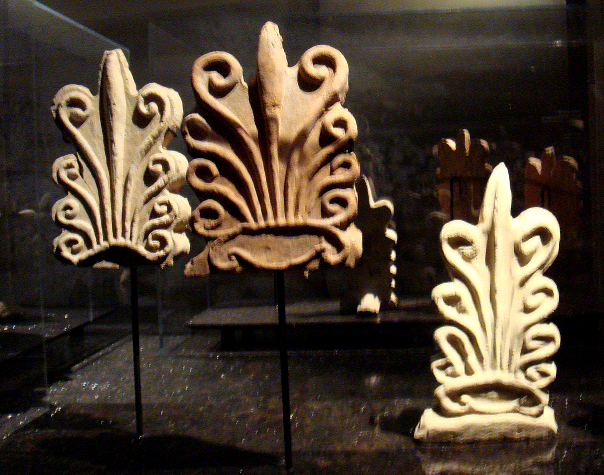
Adornos arquitetônicos

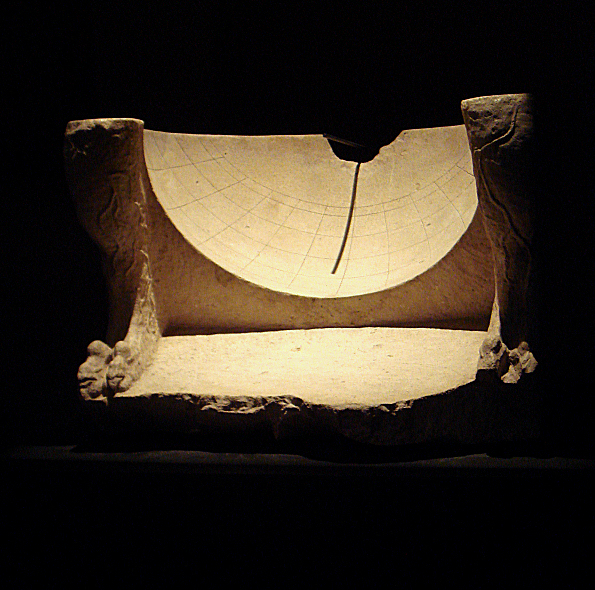
Relógio de sol encontrada em Alexandria de Oxiona

- Muralhas de 3,22 quilômetros de largura, circundando a cidade.
- Uma Cidadela com poderosas torres de 10 metros de altura, e com muralhas de 60 metros de elevação em cima de colinas localizados no centro da cidade.
- Um teatro clássico com 84 metros de diâmetro e 35 filas de assento, podendo acomodar entre 4 000 a 6 000 pessoas, equipado com três palanques para os governantes. Seu tamanho era consideravelmente grande quando comparado com outras construções clássicas do tipo, sendo maior que o teatro da Babilônia, contudo menor do que o teatro de Epidauro.
- Um enorme palácio de arquitetura gregobactriana, semelhante a arquitetura dos palácios persas.
- Um ginásio de 100X100 M, uma das maiores da antiguidade. É possível encontrar uma dedicatória para Hermes e Héracles em uma das suas colunas. Está foi assinada por dois homens, um com nome macedônio (Tribalo) e o outro com um nome grego (Estrato).
- Vários templos, tanto fora quanto dentro da cidade. O maior supostamente conteria uma estátua monumental de Zeus sentado, mas construída de acordo com o modelo zoroástrico, isto é, com uma construção fechada em sua volta ao invés das edificações abertas gregas.
- Vários restos de colunas coríntias.
- Um mosaico representando o Sol de Vergina.

#### Habitações
As habitações eram feitas de adobe, e em algumas ocasiões, o cimento era de tijolo para se proteger do frio. Não tinham um acesso direto ao exterior, e eram protegidas por paredes muito grossas, além de não possuírem jardins.

#### O palácio
O palácio fora erguido entre o Oxo e a ágora. Na região central do palácio foi construído um grande patio com longos peristilos, cujas dimensões eram de 10,8 x 136,77 m. Tinha 116 colunas de pedras de calcário.
No lado sudoeste, um grande átrio hipostilo de estilo aquemênida, com três filas de seis colunas, dava acesso a um patio retangular mais pequeno a céu aberto, de 26,02 x 6,50 m, cujas paredes estavam decoradas com colunas dóricas

#### Restos esculturais
Também havia vários fragmentos de esculturas, esculpidos de forma bastante convencional, adotando em geral um estilo clássico, que demonstram as inovações helenísticas, bastante usadas na região mediterrânea. 
Merece atenção especial uma enorme pé de pedra no estilo helenístico. Se supõe que pertenceu a uma estátua de 6 metros de altura, possivelmente esculpida em uma posição sentada. Já que a sandália que veste o pé leva consigo uma representação simbólica de Zeus lançando um raio. Acredita-se ser uma versão reduzida do Zeus de Olímpia.

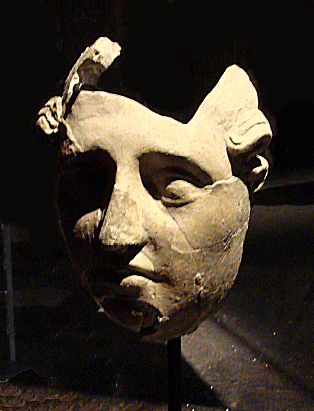
Busto em estuque, século II a.C

Entre os restos esculturais se encontra também:
- Uma estátua de uma mulher, portando um quíton em formato arcaico
- Um rosto de um Homem, esculpido em estuque.
- Uma estátua inacabada de um jovem nu com uma guirlanda
- Uma gárgula representando um prostituto.
- O friso de um homem desnudo, provavelmente o deus Hermes, vestindo uma clâmide
- Uma escultura herma de um homem velho. Acredita-se ser o diretor do ginásio onde foi achada. Levava um pano largo na sua mão esquerda, símbolo de seu status e função.

Devido a falta de pedras apropriadas pare realizar trabalhos esculturais na área de Ai-Khanoum, se usava argila não cozida e estuque sobre um quadro de madeira, uma técnica utilizada igualmente na Ásia, especialmente na arte budista. Em alguns casos, algumas mãos e pés encontrados eram feitos de mármore.

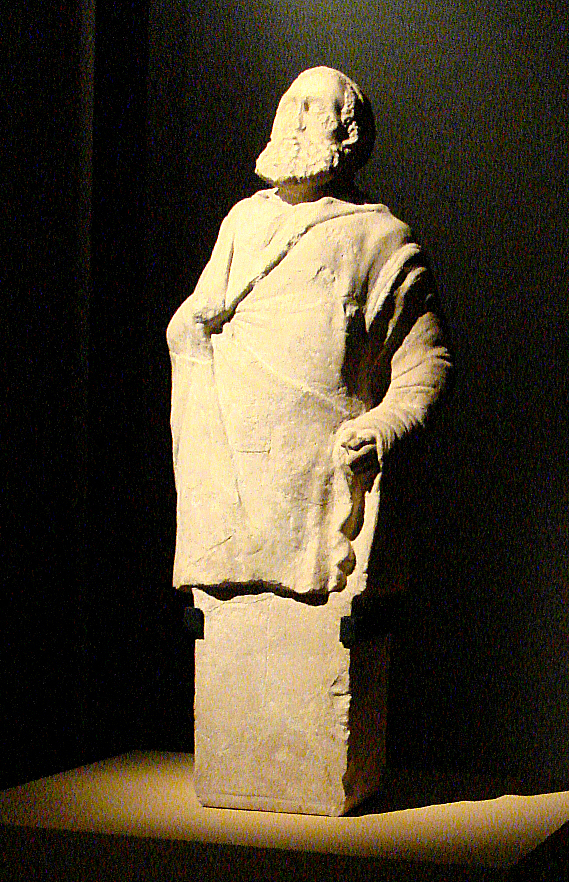
Escultura de um homem velho.
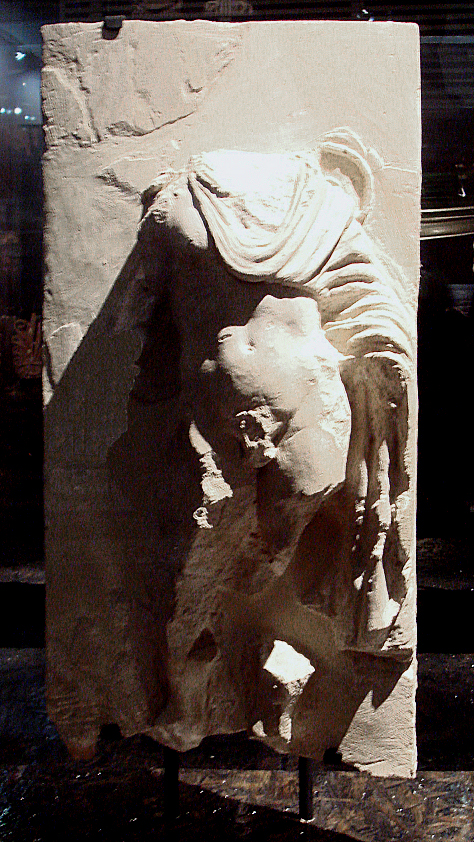
Friso de um homem vestindo uma clâmide, o deus Hermes.
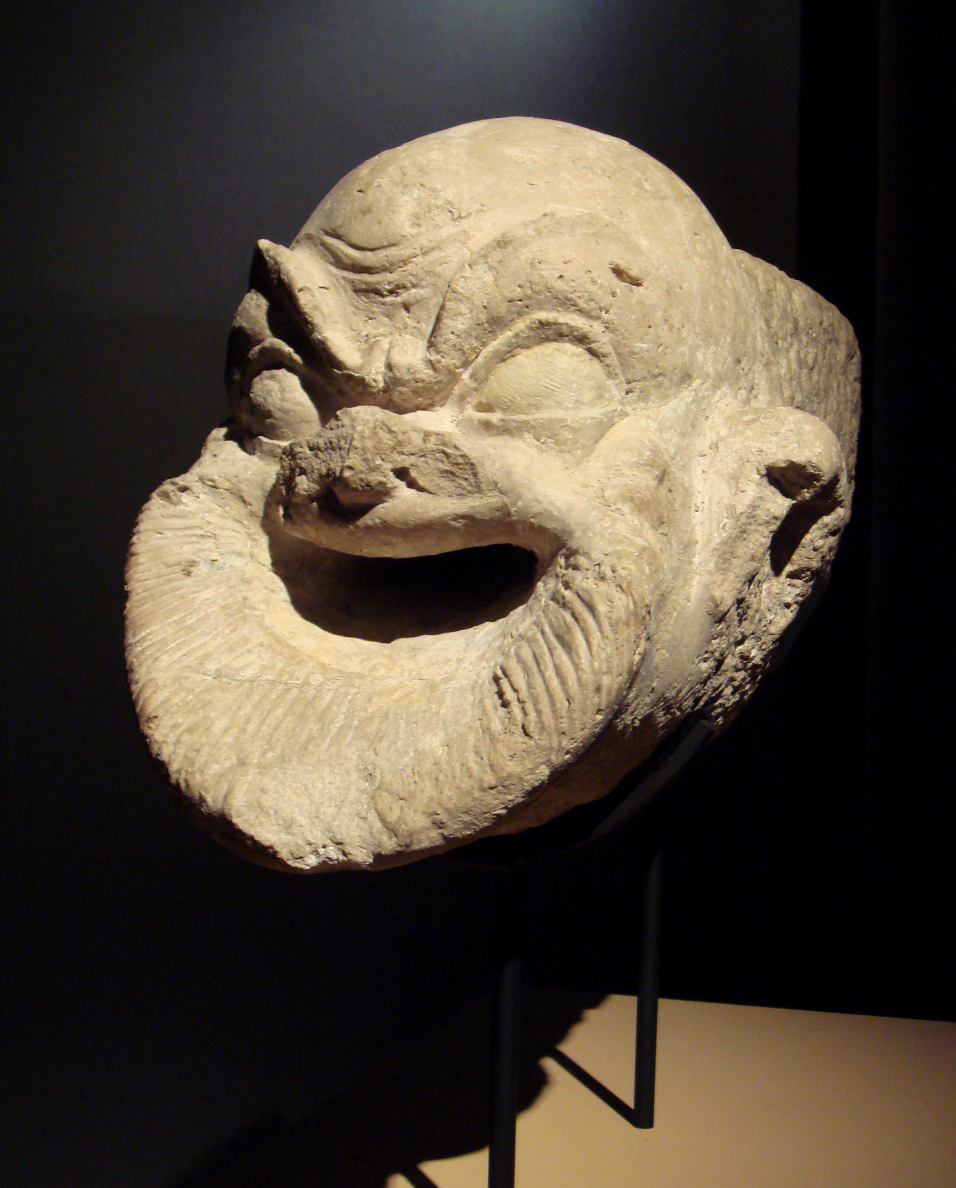
Gárgula helenística.

## Restos epigráficos

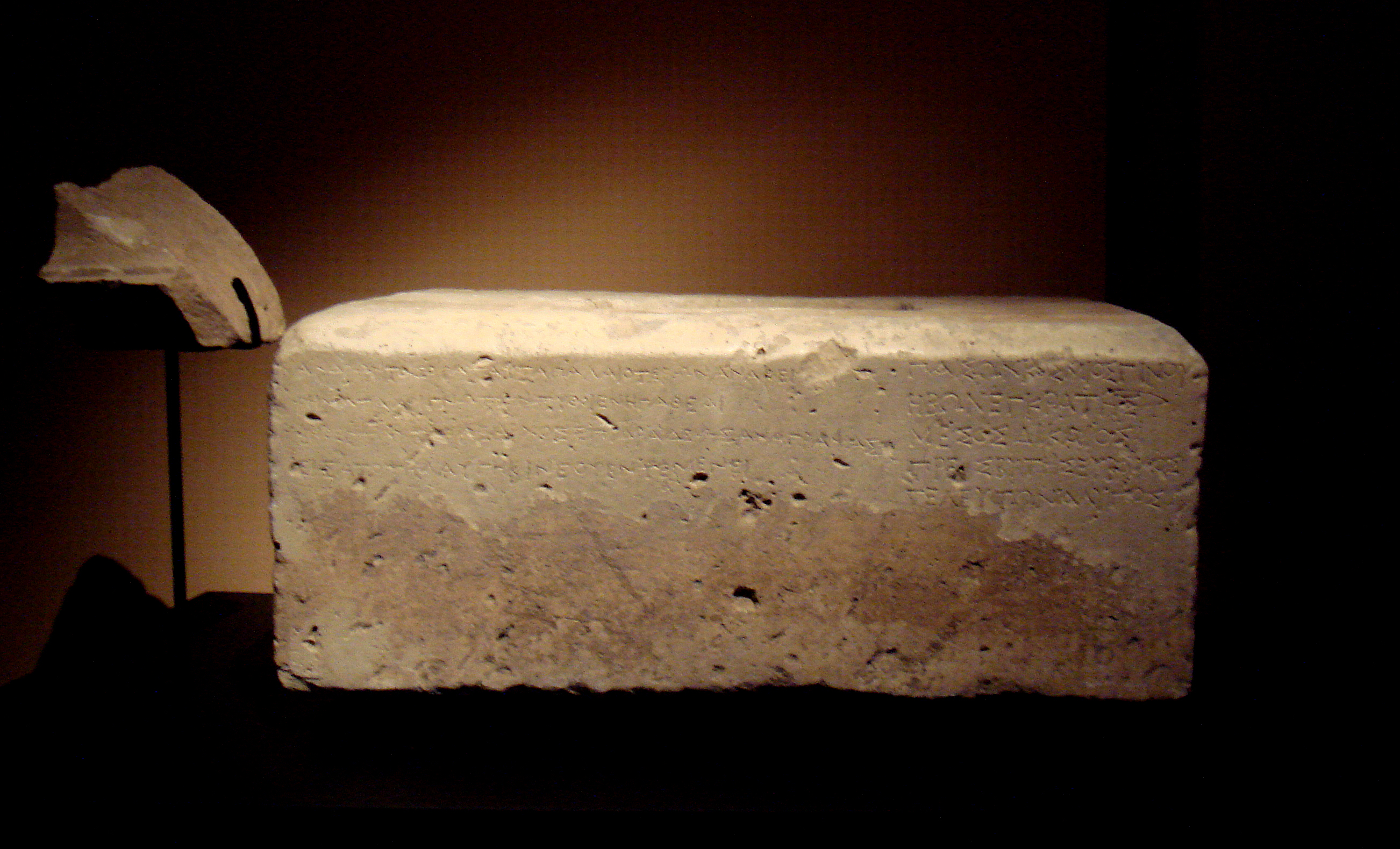
Pedra onde foram encontradas as inscrições de Clearco

Foram encontradas várias inscrições em Ai-Khanoum, em grego clássico e não barbarizado
- Em um monumento funerário, próximo ao palácio, identificado como sendo a tumba de Cineas também descrito como oikistés (em grego, o fundador de uma nova colônia), datando de 300–250 a.C., foi encontrado em um dos alicerces um discrição em versos délficos:

"Païs ôn kosmios ginou (Crianças, aprendam as boas maneiras)
hèbôn egkratès (Jovens, aprendam a controlar suas paixões)
mesos dikaios (Na idade madura, sejam justos) 
presbutès euboulos (Na velhice, deem bons conselhos)
teleutôn alupos. (E morram depois, sem ressentimentos)."
Outro escrito localizado foi feito por um homem grego chamado Claerco, provavelmente Clearco de Soles, discípulo de Aristóteles, que viveu parte de sua vida em Delfos:
(...) " Onde Clearco, tendo copiado cuidadosamente, as colocou no santuário de Cineas." (...)
- Restos de manuscritos em papiro que contém diálogos filosóficos desconhecidos sobre a teoria das ideias. Alguns acreditam ser os únicos restos de um diálogo aristotélico, possivelmente sofista, onde Xenócrates, outro filósofo, apresenta suas ideias.[3]

- Se encontraram também várias inscrições gregas na tesouraria do palácio, indicando os conteúdos dos vasos (ouro, azeite de oliva importado, etc) e os nomes dos administradores que as guardavam. Esses nomes mencionados apontam que os diretores da tesouraria eram gregos, e os administradores de menor importância procediam da Báctria. Três firmas tinham nomes gregos (Cosmo, Isidora, Nicerato), outro macedônio (Lisanias), e os últimos bactrianos (Oxuboakes e Oxubazes).

As datas das jarras são estimadas em 147 a.C., e Ai-Khanoum foi destruída um pouco depois dessa época.

## Artefatos

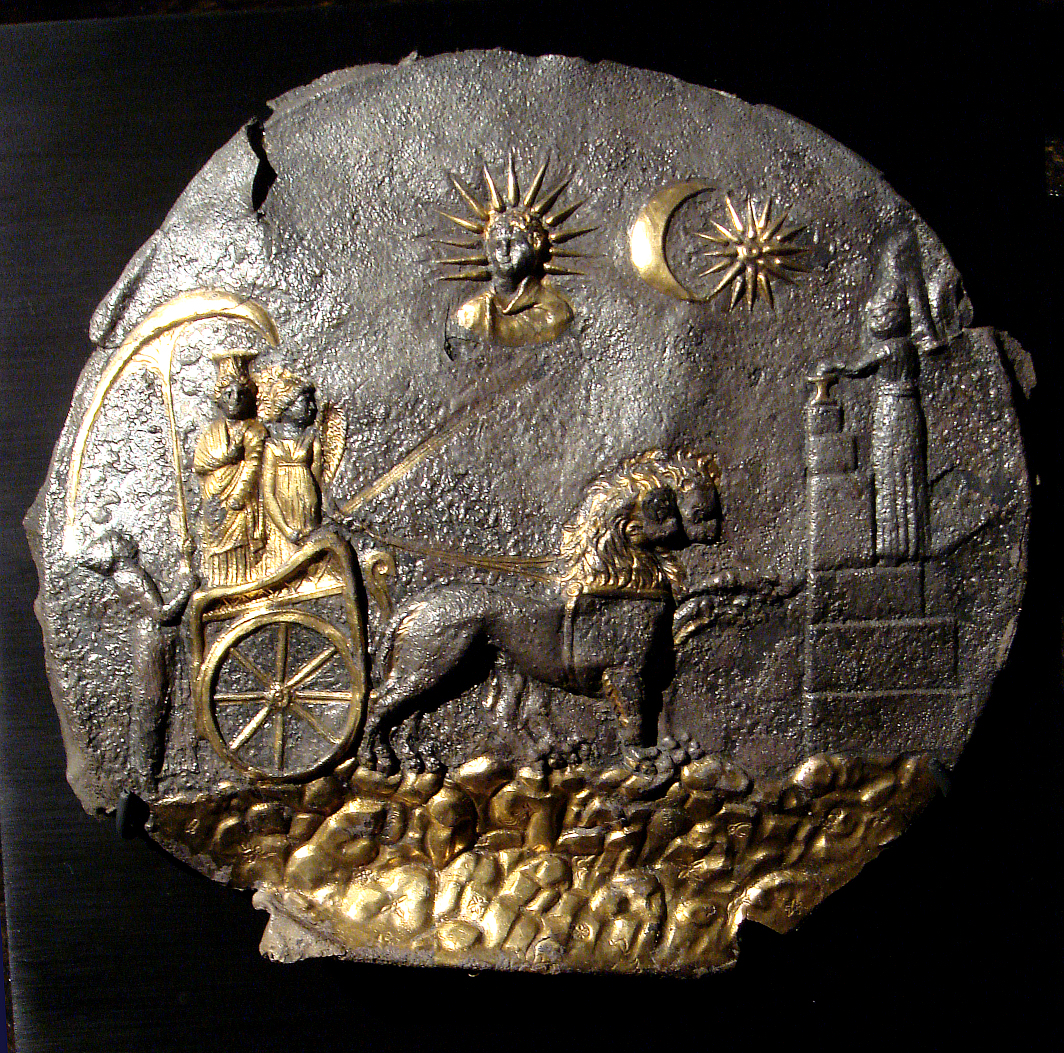
Um medalhão representando Cibele

Numerosas moedas gregobactrianas foram achadas, do reinado de Eucrátides, mas nenhuma de períodos anteriores. Ai-Khanoum também proporcionou as únicas moedas gregobactrianas de Agatocles de Bactria, que consistiam em dracmas (antigas moedas gregas) de prata, com representações de divindades hindus. Nas moedas estavam as primeiras representações de divindades Rigvedas, e revelaram inéditas imagens de Vixnu, Balarama-Samkarshana e Vasudeva-Krishna. Supõe-se que constituem as primeiras tentativas gregobactrianas de estudar a prática indiana de cunhar moedas.
Também foram encontrados:
- Um medalhão de formato redondo com uma imagem da deusa Cibele em seu carro, frente a um altar de fogo;
- Uma estátua de bronze de Herácles, totalmente conservada;
- Vários braceletes e colares de ouro;
- Alguns objetos indianos, encontrados na tesouraria da cidade, trazidos das campanhas bélicas de Eucrátides.
- Um toalheiro que representa Afrodite sentada;
- Numerosos objetos da vida cotidiana que tem uma clara influência helenística: relógios de sol, tinteiros, talheres...

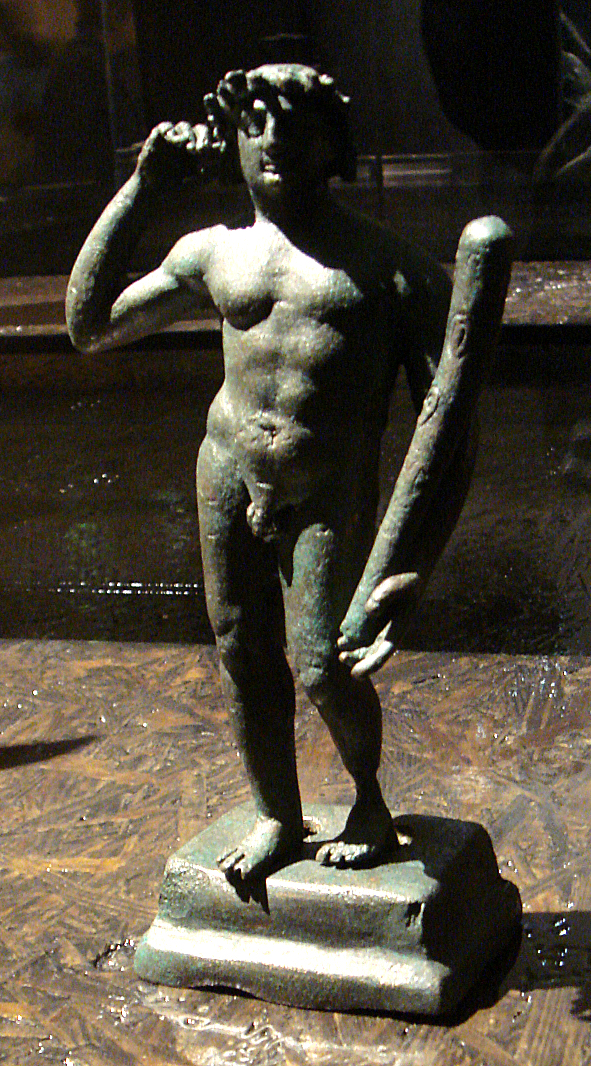
Escultura de Herácles.
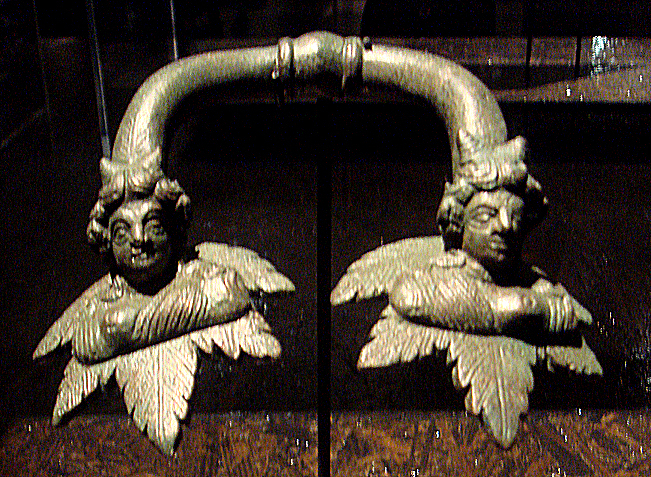
Braceletes femininos.
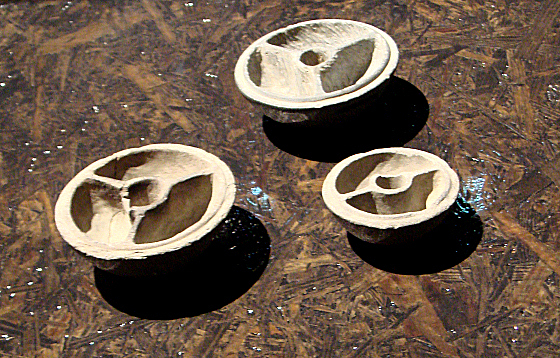
Tinteiros de pedra.

## Contatos com a Índia

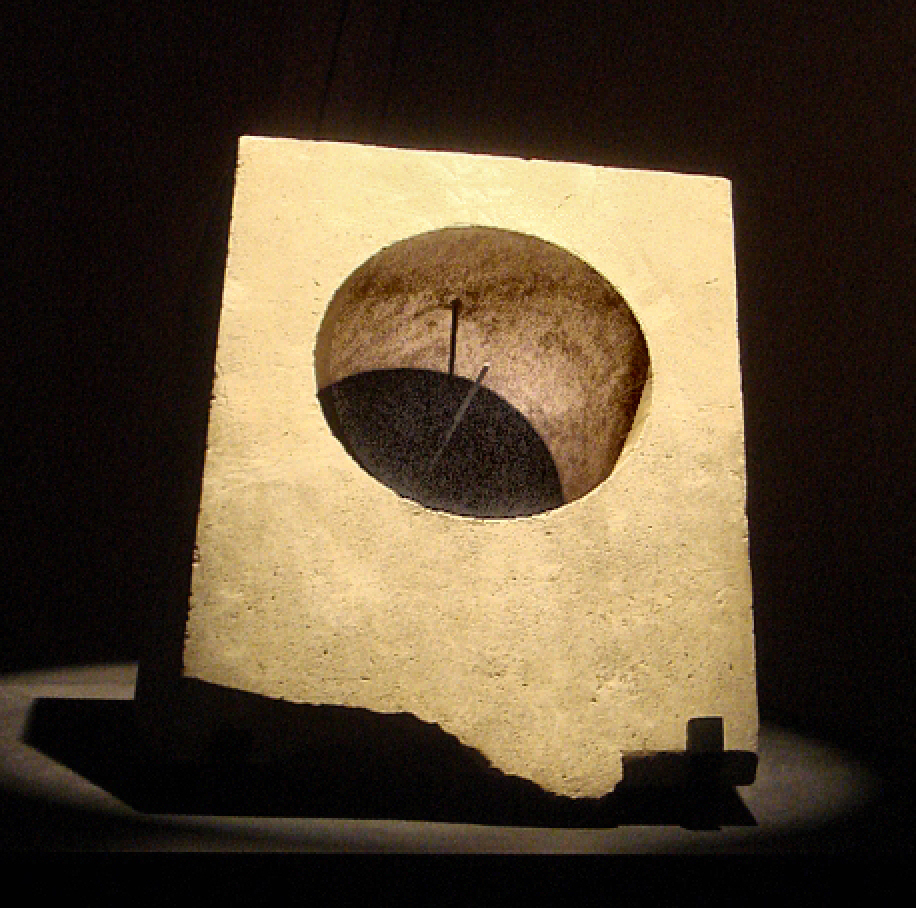
Um dos relógios de sol encontrados

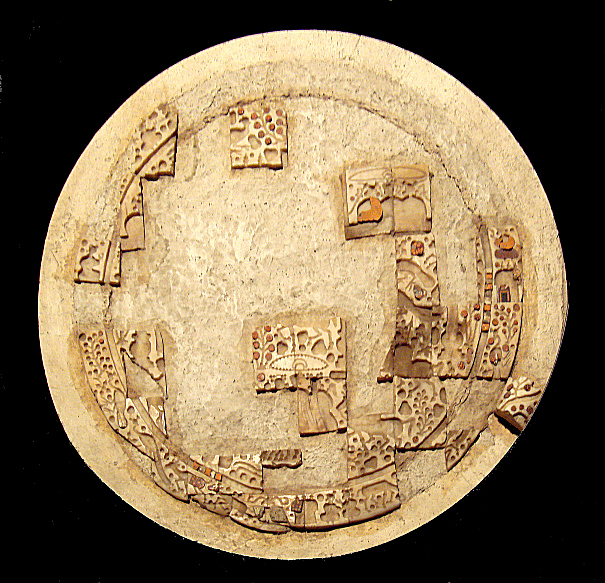
Prato narrando o mito de Kantula

Ai-Khanoum foi uma efetiva cidade fronteira dos domínios indianos por vários séculos, se situando a pouco quilômetros da divisa. 
Foram encontrados vários objetos indianos nos restos arqueológicos de  Ai-Khanoum, especialmente um prato feito com vários materiais e cores, que narravam supostamente o mito indiano de Kuntula.
Achou-se também moedas gregas, que continham gravuras de divindades indianas, as imagens de Vixnu, Balarama-Samkarshana e Vasudeva-Krishna.
Os numerosos relógios de sol sugerem que a cidade recebeu várias influências da astronomia indiana, decorrente das várias relações com o Império Máuria.

## Numismática

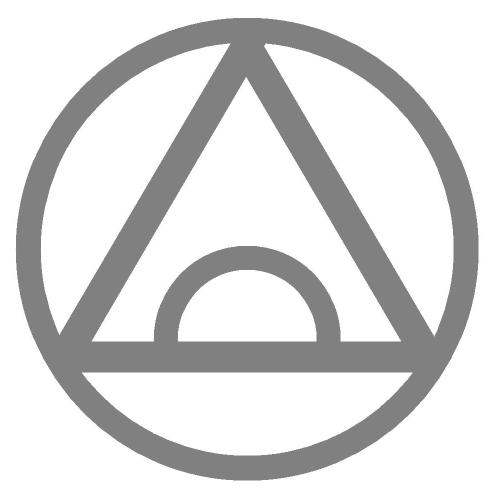
O símbolo encontrado no tijolo

Ai Khanoum possuía aparentemente um símbolo da cidade (um triângulo dentro de um círculo, com várias representações), que se encontrava impresso em um tijolo em um dos mais antigos edifícios do aglomerado urbano.
O mesmo símbolo era usado em várias moedas do império selêucida, o que sugere que todas elas foram cunhadas em Ai Khanoum. Várias dessas moedas que anteriormente eram consideradas selêucidas, passaram a ser classificadas como provenientes de Ai Khanoum, e disto se conclui que as fábricas de moedas desta cidade cunhavam mais peças do que a capital Báctria.  
As primeiras moedas encontradas em Ai-Khanoum tem a figura de Seleuco IV Filopátor, e as últimas de Eucrátides, sugerindo que a cidade foi capturada depois desse reinado.

## Invasões nômades
Os invasores nômades indo-europeus do norte (os citas e os tocarianos) cruzaram o Oxo e invadiram a Báctria em meados de 135 a.C. Aparentemente, a cidade ficou totalmente abandonada entre os anos 130 e 120 a.C, por causa das invasões dos tocarianos. Existem provas científicas que os principais edifícios da cidade foram incendiados. O último rei grego-bactriano, Helíocles I, mudou a localização da capital do império de Balkh para o vale do Cabul. Jamais se encontraram moedas de Helíocles em Ai-Khamoun, o que sugere que a cidade foi destruída logo após o reinado de Eucrátides. Os gregos continuaram controlando várias partes da Índia até aproximadamente o ano 1 a.C, quando os tocarianos expandiram seus territórios, formando o Império Cuchana.
Como ocorreu em outros acampamentos arqueológicos como Bagram e Hadda, o sítio de Ai-Khanoum foi saqueado durante a guerra do Afeganistão no governo comunista.

## Significado da cidade
Os objetos encontrados são de suma importância, já que antes das escavações não havia restos encontrados da civilização  gregobactriana e indogrega no leste, e por isso alguns se referem a cidade como um " espelho da Báctria". Estas descobertas dão uma nova perspectiva da influência da cultura grega no leste, e reforça a influência dos gregos na arte greco-budista.